# Formule E 2021/2022
Sezóna 2021/22 závodů Formule E byla osmou sezónou šampionátu Formule E pořádaného Mezinárodní automobilovou federací FIA, který je nejvyšším mistrovství v kategorii monopostů na elektrický pohon. Vítěz šampionátu mezi jezdci i týmy se označuje také jako mistr světa vozů Formule E.
Titul ze sezóny 2020/21 obhajoval Nizozemec Nyck de Vries, mezi týmy německý tým Mercedes-EQ Formula E Team.
Vítězem a tím i mistrem světa se stal Belgičan Stoffel Vandoorne z týmu Mercedes-EQ Formula E Team, na druhém místě skončil Mitch Evans z Jaguar TCS Racing a na třetím místě Edoardo Mortara z týmu Venturi Racing. Mezi týmy obhájil titul Mercedes-EQ Formula E Team před Venturi Racing a DS Techeetah.

## Jezdci a týmy

### Jezdci

#### Změny před sezónou
| Jezdec             | Původní tým               | Nový tým                    |
| ------------------ | ------------------------- | --------------------------- |
| Oliver Rowland     | Nissan e.DAMS             | Mahindra Racing             |
| Maximilian Günther | Andretti Autosport        | Nissan e.DAMS               |
| Lucas di Grassi    | Audi Sport                | Venturi Racing              |
| Norman Nato        | Venturi Racing            |                             |
| René Rast          | Audi Sport                | DTM                         |
| Alex Lynn          | Mahindra Racing           | IMSA SportsCar Championship |
| Antonio Giovinazzi | Formule 1                 | Dragon / Penske Autosport   |
| Joel Eriksson      | Dragon / Penske Autosport |                             |
| Tom Blomqvist      | NIO 333 Team              | IMSA SportsCar Championship |
| Oliver Askew       | Indy Lights               | Andretti Autosport          |
| Dan Ticktum        | Formule 2                 | NIO 333 Team                |

#### Změny během sezóny
- Po EPrix Londýna oznámil tým Jaguar, že má jeho jezdec Sam Bird zlomeninu zápěstí a nemůže se zúčastnit posledních 2 závodů v Jižní Koreji. Na jeho místo usedl rezervní jezdec Norman Nato.[1][2]
- Sacha Fenestraz, rezervní jezdec Jaguaru v sezóně 2021, nahradil Antonia Giovinazziho na poslední EPrix Soulu poté, co při předposlední EPrix utrpěl Giovinazzi zranění ruky.[3]

### Týmy

#### Změny před sezónou
- Dne 30. listopadu 2020 oznámila automobilka Audi, že se nezúčastní další sezóny Formule E a s vlastním týmem odstupuje. Pro tuto sezónu zůstala jen jako dodavatel motorů pro tým Envision Virgin Racing.[4]
- Dne 2. prosince oznámila také automobilka BMW, že se svým týmem ze šampionátu odstupuje.[5] Zůstala také jako dodavatel motorů, a to pro tým Andretti Motorsport.[6]
- Dne 18. srpna 2021 oznámila i automobilka Mercedes svůj záměr odstoupit ze šampionátu, a to po skončení sezóny 2021/22.[7]
- Dne 1. listopadu došlo k přejmenování týmu Envision Virgin Racing na Envision Racing. Stalo se tak poté, co bylo oznámeno kompletní převzetí týmu společností Envision.
- Dne 2. listopadu byla oznámena změna názvu u týmu Jaguar Racing. Nový název bude Jaguar TCS Racing, jako součást obchodní dohody s novým titulárním spozorem Tata Consultancy Services.

### Startovní listina
| Tým                              | Pohonná jednotka            | No. | Jezdec                 | Závody | Testovací/Rezervní Jezdci |
| -------------------------------- | --------------------------- | --- | ---------------------- | ------ | ------------------------- |
| NIO 333 Formula E Team           | NIO 333 001                 | 3   | Oliver Turvey          | vše    |                           |
| NIO 333 Formula E Team           | NIO 333 001                 | 33  | Dan Ticktum            | vše    |                           |
| Envision Racing                  | Audi e-tron FE07            | 4   | Robin Frijns           | vše    |                           |
| Envision Racing                  | Audi e-tron FE07            | 37  | Nick Cassidy           | vše    |                           |
| Mercedes-EQ Formula E Team       | Mercedes-EQ Silver Arrow 02 | 5   | Stoffel Vandoorne      | vše    |                           |
| Mercedes-EQ Formula E Team       | Mercedes-EQ Silver Arrow 02 | 17  | Nyck de Vries          | vše    |                           |
| Dragon / Penske Autosport        | Penske EV-5                 | 7   | Sérgio Sette Câmara    | vše    |                           |
| Dragon / Penske Autosport        | Penske EV-5                 | 99  | Antonio Giovinazzi     | 1–15   |                           |
| Dragon / Penske Autosport        | Penske EV-5                 | 99  | Sacha Fenestraz        | 16     |                           |
| Jaguar TCS Racing                | Jaguar I-Type 5             | 9   | Mitch Evans            | vše    |                           |
| Jaguar TCS Racing                | Jaguar I-Type 5             | 10  | Sam Bird               | 1–14   |                           |
| Jaguar TCS Racing                | Jaguar I-Type 5             | 10  | Norman Nato            | 15–16  |                           |
| ROKiT Venturi Racing             | Mercedes-EQ Silver Arrow 02 | 11  | Lucas di Grassi        | vše    |                           |
| ROKiT Venturi Racing             | Mercedes-EQ Silver Arrow 02 | 48  | Edoardo Mortara        | vše    |                           |
| DS Techeetah                     | DS E-Tense FE21             | 13  | António Félix da Costa | vše    |                           |
| DS Techeetah                     | DS E-Tense FE21             | 25  | Jean-Éric Vergne       | vše    |                           |
| Nissan e.dams                    | Nissan IM03                 | 22  | Maximilian Günther     | vše    |                           |
| Nissan e.dams                    | Nissan IM03                 | 23  | Sébastien Buemi        | vše    |                           |
| Avalanche Andretti Formula E     | BMW iFE.21                  | 27  | Jake Dennis            | vše    |                           |
| Avalanche Andretti Formula E     | BMW iFE.21                  | 28  | Oliver Askew           | vše    |                           |
| Mahindra Racing                  | Mahindra M8Electro          | 29  | Alexander Sims         | vše    |                           |
| Mahindra Racing                  | Mahindra M8Electro          | 30  | Oliver Rowland         | vše    |                           |
| TAG Heuer Porsche Formula E Team | Porsche 99X Electric        | 36  | André Lotterer         | vše    |                           |
| TAG Heuer Porsche Formula E Team | Porsche 99X Electric        | 94  | Pascal Wehrlein        | vše    |                           |

## Kalendář závodů

### Změny v kalendáři
- ePrix Soulu byla poprvé v kalendáři pro sezónu 2019/20, ale vinou pandemie došlo dvakrát k jejímu zrušení.
- Poprvé a nově v kalendáři bude také ePrix Vancouveru. V Kanadě se již Formule E dříve představily, a to v Montréalu.
- Do kalendáře se vrací ePrix Mexico City, která měla v minulé sezóně pauzu, také vinou pandemie. Místo ní se jela ePrix Puebly, která tak v této sezóně v kalendáři chybí.
- Dne 15. října 2021 byla zrušena původně plánovaná ePrix Kapského města, místo ní se poprvé pojede ePrix Jakarty.
- Dne 15. prosince 2022 pak byl kalendář ještě jednou upraven – během ePrix Říma a ePrix Berlína se oproti původním záměrům pojedou dva závody, jak bylo zvykem v minulých letech.
- Dne 23. dubna 2022 byla zrušena EPrix Vancouveru.[33] Dne 11. května 2022 bylo oznámeno, že její termín (2. července 2022) převezme EPrix Marrákeše.[34][35]

### Kalendář
| Kolo | ePrix                       | Země                   | Trať                                              | Datum             |
| ---- | --------------------------- | ---------------------- | ------------------------------------------------- | ----------------- |
| 1    | ePrix Ad Diriyah závod 1    | Saúdská Arábie         | Riyadh Street Circuit                             | 28. ledna 2022    |
| 2    | ePrix Ad Diriyah závod 2    | Saúdská Arábie         | Riyadh Street Circuit                             | 29. ledna 2022    |
| 3    | ePrix Mexico City           | Mexiko                 | Autódromo Hermanos Rodríguez                      | 12. února 2022    |
| 4    | ePrix Říma závod 1          | Itálie                 | Circuito Cittadino dell'EUR                       | 9. dubna 2022     |
| 5    | ePrix Říma závod 2          | Itálie                 | Circuito Cittadino dell'EUR                       | 10. dubna 2022    |
| 6    | ePrix Monaka                | Monako                 | Circuit de Monaco                                 | 30. dubna 2022    |
| 7    | ePrix Berlína závod 1       | Německo                | Tempelhof Street Circuit                          | 14. května 2022   |
| 8    | ePrix Berlína závod 2       | Německo                | Tempelhof Street Circuit                          | 15. května 2022   |
| 9    | ePrix Jakarty               | Indonésie              | Jakarta International e-Prix Circuit              | 4. června 2022    |
| 10   | ePrix Marrákeše             | Maroko                 | Circuit International Automobile Moulay El Hassan | 2. července 2022  |
| 11   | ePrix New York City závod 1 | Spojené státy americké | Brooklyn Street Circuit                           | 16. července 2022 |
| 12   | ePrix New York City závod 2 | Spojené státy americké | Brooklyn Street Circuit                           | 17. července 2022 |
| 13   | ePrix Londýna závod 1       | Spojené království     | ExCeL London                                      | 30. července 2022 |
| 14   | ePrix Londýna závod 2       | Spojené království     | ExCeL London                                      | 31. července 2022 |
| 15   | ePrix Soulu závod 1         | Jižní Korea            | Seoul Street Circuit                              | 13. srpna 2022    |
| 16   | ePrix Soulu závod 2         | Jižní Korea            | Seoul Street Circuit                              | 14. srpna 2022    |

## Technická a sportovní pravidla

### Změny před sezónou
Byl zaveden nový formát kvalifikace, kdy jsou jezdci rozděleni do dvou skupin v závislosti na svém průběžném pořadí v šampionátu. Skupinu A tvoří jezdci na lichých pozicích a skupinu B ti na sudých pozicích. Výjimkou byl první závod, kdy týmy nominovali své jezdce do skupiny A nebo B dle svého uvážení. Každá skupina pak obdržela čas 10 minut na zajetí nejrychlejšího času s použitím výkonu 220 kW a nejlepší 4 jezdci postoupili do fáze duelů – při ní mezi jezdci probíhá play-off (čtvrtfinále, semifinále, finále) s použitím výkonu 250 kW. Vítěz finále pak obsadí poleposition a ostatní jezdci obsadí pozice 2 až 8. Od pozice 9 se pak seřadí jezdci dle výsledků ve svých kvalifikačních skupinách, na lichých místech jsou jezdci ze skupiny pilota na pole position.

## Výsledky

### ePrix
| Kolo | Závod               | Kvalifikace            | Závod             | Závod                  | Závod                            | Výsledky |
| Kolo | Závod               | Pole position          | Nejrychlejší kolo | Vítězný jezdec         | Vítězný tým                      | Výsledky |
| ---- | ------------------- | ---------------------- | ----------------- | ---------------------- | -------------------------------- | -------- |
| 1    | ePrix Ad Diriyah    | Stoffel Vandoorne      | Nick Cassidy      | Nyck de Vries          | Mercedes-EQ Formula E Team       | Výsledky |
| 2    | ePrix Ad Diriyah    | Nyck de Vries          | Sam Bird          | Edoardo Mortara        | RoKiT Venturi Racing             | Výsledky |
| 3    | ePrix Mexico City   | Pascal Wehrlein        | Lucas di Grassi   | Pascal Wehrlein        | TAG-Heuer Porsche Formula E Team | Výsledky |
| 4    | ePrix Říma          | Stoffel Vandoorne      | Lucas di Grassi   | Micth Evans            | Jaguar TCS Racing                | Výsledky |
| 5    | ePrix Říma          | Jean-Éric Vergne       | Robin Frijns      | Micth Evans            | Jaguar TCS Racing                | Výsledky |
| 6    | ePrix Monaka        | Mitch Evans            | Robin Frijns      | Stoffel Vandoorne      | Mercedes-EQ Formula E Team       | Výsledky |
| 7    | ePrix Berlína I     | Edoardo Mortara        | Lucas di Grassi   | Edoardo Mortara        | ROKiT Venturi Racing             | Výsledky |
| 8    | ePrix Berlína II    | Edoardo Mortara        | Nick Cassidy      | Nyck de Vries          | Mercedes-EQ Formula E Team       | Výsledky |
| 9    | ePrix Jakarty       | Jean-Éric Vergne       | Mitch Evans       | Mitch Evans            | Jaguar TCS Racing                | Výsledky |
| 10   | ePrix Marrákeše     | António Félix da Costa | Lucas di Grassi   | Edoardo Mortara        | ROKiT Venturi Racing             | Výsledky |
| 11   | ePrix New York City | Nick Cassidy           | Edoardo Mortara   | Nick Cassidy           | Envision Racing                  | Výsledky |
| 12   | ePrix New York City | Nick Cassidy           | Edoardo Mortara   | António Félix da Costa | DS Techeetah                     | Výsledky |
| 13   | ePrix Londýna       | Jake Dennis            | Jake Dennis       | Jake Dennis            | Avalanche Andretti Formula E     | Výsledky |
| 14   | ePrix Londýna       | Jake Dennis            | Nick Cassidy      | Lucas di Grassi        | ROKiT Venturi Racing             | Výsledky |
| 15   | ePrix Soulu         | Oliver Rowland         | Jake Dennis       | Mitch Evans            | Jaguar TCS Racing                | Výsledky |
| 16   | ePrix Soulu         | António Félix da Costa | Nick Cassidy      | Edoardo Mortara        | ROKiT Venturi Racing             | Výsledky |

Poznámky
1. ↑  Sam Bird zaznamenal nejrychlejší kolo závodu, ale protože se neumístil mezi nejlepšími 10 v cíli, získal extra bod za nejrychlejší kolo Stoffel Vandoorne.
2. ↑  Lucas di Grassi zaznamenal nejrychlejší kolo závodu, ale protože se neumístil mezi nejlepšími 10 v cíli, získal extra bod za nejrychlejší kolo Nyck de Vries.
3. ↑  Lucas di Grassi zaznamenal nejrychlejší kolo závodu, ale protože se neumístil mezi nejlepšími 10 v cíli, získal extra bod za nejrychlejší kolo Nick Cassidy.
4. ↑  Lucas di Grassi zaznamenal nejrychlejší kolo závodu, ale protože se neumístil mezi nejlepšími 10 v cíli, získal extra bod za nejrychlejší kolo Pascal Wehrlein.
5. ↑  Nick Cassidy zaznamenal nejrychlejší kolo závodu, ale protože se neumístil mezi nejlepšími 10 v cíli, získal extra bod za nejrychlejší kolo Edoardo Mortara.
6. ↑  Nick Cassidy zaznamenal nejrychlejší kolo kvalifikace a obdržel za něj tři body, ale protože využil již pátý chladič RESS v sezóně, dostal penalizaci 30 míst na startu a startoval do závodu poslední. Na pole position tak do závodu odstartoval António Félix da Costa.'"`UNIQ--ref-00000096-QINU`"'
7. ↑  Nick Cassidy zaznamenal nejrychlejší kolo závodu, ale protože se neumístil mezi nejlepšími 10 v cíli, získal extra bod za nejrychlejší kolo Jake Dennis.

## Konečné pořadí

### Pořadí jezdců
Body byly za umístění v cíli přidělovány dle schématu níže:
| Pořadí v cíli | 1. | 2. | 3. | 4. | 5. | 6. | 7. | 8. | 9. | 10. | Pole position | Nejrychlejší kolo |
| ------------- | -- | -- | -- | -- | -- | -- | -- | -- | -- | --- | ------------- | ----------------- |
| Body          | 25 | 18 | 15 | 12 | 10 | 8  | 6  | 4  | 2  | 1   | 3             | 1                 |

| Poř. | Jezdec                 | DRH  | DRH | MEX  | RME  | RME  | MCO | BER | BER | JAK  | MRK | NYC  | NYC  | LDN | LDN  | SEO  | SEO | Body |
| ---- | ---------------------- | ---- | --- | ---- | ---- | ---- | --- | --- | --- | ---- | --- | ---- | ---- | --- | ---- | ---- | --- | ---- |
| 1    | Stoffel Vandoorne      | 2*   | 7*  | 11*  | 3*   | 5*   | 1*  | 3*  | 3*  | 5*   | 8*  | 4*   | 2*   | 2*  | 4*   | 5*   | 2*  | 213  |
| 2    | Mitch Evans            | 10*  | 21  | 19   | 1    | 1    | 2   | 5*  | 10  | 1*   | 3   | 11   | 3    | 5*  | Ret* | 1*   | 7*  | 180  |
| 3    | Edoardo Mortara        | 6    | 1   | 5    | 7    | Ret  | Ret | 1   | 2   | 3    | 1*  | 9*   | 10*  | 18* | 13*  | Ret* | 1*  | 169  |
| 4    | Jean-Éric Vergne       | 8    | 6*  | 3    | 4*   | 2*   | 3*  | 2*  | 9*  | 2*   | 4*  | 18*  | Ret* | 14  | Ret* | 6    | 6   | 144  |
| 5    | Lucas di Grassi        | 5    | 3   | 12*  | 11   | 8    | 6   | Ret | 4   | 7    | 5*  | 2*   | Ret  | 9*  | 1*   | 3*   | 11* | 126  |
| 6    | Jake Dennis            | 3    | 5   | 10   | 13   | Ret  | 9   | 13  | 13  | 6    | 7   | 10   | 8    | 1   | 2    | 4    | 3   | 126  |
| 7    | Robin Frijns           | 16   | 2   | 7    | 2    | 3    | 4   | 12  | 5   | 17   | 18  | 3    | 6    | 16  | 7    | 8    | 4   | 126  |
| 8    | António Félix da Costa | Ret* | 12* | 4*   | 6*   | 13*  | 5*  | 8*  | 6*  | 4*   | 2*  | Ret* | 1*   | 7*  | 5    | 9*   | 10* | 122  |
| 9    | Nyck de Vries          | 1*   | 10* | 6*   | Ret* | 14   | 10* | 10* | 1*  | Ret* | 6   | 8    | 7*   | 6   | 3    | Ret  | Ret | 106  |
| 10   | Pascal Wehrlein        | 11   | 9   | 1    | 8    | 6    | Ret | 6   | 12  | 8    | 12  | 6    | 11   | 10  | 10   | 7    | Ret | 71   |
| 11   | Nick Cassidy           | 7    | 16  | 13   | 9    | Ret  | 7   | Ret | 21  | 16   | 13  | 1    | 15   | 3   | Ret  | 10   | 8   | 68   |
| 12   | André Lotterer         | 13   | 4   | 2    | 10   | 4    | Ret | 4   | 8*  | 9    | 15  | 16   | 9    | 12  | 12   | Ret  | Ret | 63   |
| 13   | Sam Bird               | 4    | 15  | 15   | 5    | Ret  | Ret | 7   | 11  | 10   | 9   | 7    | 5    | Ret | 8    |      |     | 51   |
| 14   | Oliver Rowland         | Ret  | 8   | 16   | Ret  | Ret* | Ret | 11  | 7   | Ret  | 10  | 13   | 14   | Ret | Ret  | 2    | Ret | 32   |
| 15   | Sébastien Buemi        | 17   | 13  | 8    | 16   | 9    | 8   | 14  | 14  | 11   | 16  | 5    | 13   | 11  | 6    | Ret  | 9   | 30   |
| 16   | Oliver Askew           | 9    | 11  | 17   | 14   | 15   | 15  | 15  | 15  | 13   | 11  | 19   | Ret  | 4   | Ret  | Ret  | 5   | 24   |
| 17   | Alexander Sims         | 14   | Ret | Ret  | 12   | Ret  | 11  | 9   | 18  | 15   | 14  | 14   | 4    | 13  | 11   | Ret  | 12  | 14   |
| 18   | Oliver Turvey          | 19   | 18  | 14   | 17   | 7    | 14  | 16  | 17  | 12   | 17  | 15   | 16   | 15  | 14   | Ret  | 15  | 6    |
| 19   | Maximilian Günther     | 12   | 14  | 9    | Ret  | 11   | 17  | 18  | 16  | 14   | Ret | 12   | DSQ  | 8   | 15   | 11   | Ret | 6    |
| 20   | Sérgio Sette Câmara    | 15   | 17  | 20   | 15   | 12   | 13  | 17  | 19  | 19   | 20  | DNS  | 17   | NC  | 9    | 12   | 13  | 2    |
| 21   | Dan Ticktum            | 18   | 19  | 18   | 18   | 10   | 12  | 19  | 20  | 18   | Ret | 17   | 12   | 17  | Ret  | Ret  | Ret | 1    |
| 22   | Norman Nato            |      |     |      |      |      |     |     |     |      |     |      |      |     |      | 13   | 14  | 0    |
| 23   | Antonio Giovinazzi     | 20*  | 20* | Ret* | 19*  | Ret* | 16* | 20  | 22  | Ret  | 19  | Ret  | Ret  | Ret | Ret  | Ret  | WD  | 0    |
| 24   | Sacha Fenestraz        |      |     |      |      |      |     |     |     |      |     |      |      |     |      |      | 16  | 0    |
| Poř. | Jezdec                 | DRH  | DRH | MEX  | RME  | RME  | MCO | BER | BER | JAK  | MRK | NYC  | NYC  | LDN | LDN  | SEO  | SEO | Body |

| Legenda k tabulce | Legenda k tabulce                                                                       |
| Barva             | Výsledek                                                                                |
| ----------------- | --------------------------------------------------------------------------------------- |
| Zlatá             | Vítěz                                                                                   |
| Stříbrná          | 2. místo                                                                                |
| Bronzová          | 3. místo                                                                                |
| Zelená            | Bodované umístění                                                                       |
| Modrá             | Nebodované umístění                                                                     |
| Modrá             | Dokončil neklasifikován (NC)                                                            |
| Fialová           | Odstoupil (Ret)                                                                         |
| Červená           | Nekvalifikoval se (DNQ)                                                                 |
| Červená           | Nepředkvalifikoval se (DNPQ)                                                            |
| Černá             | Diskvalifikován (DSQ)                                                                   |
| Bílá              | Nestartoval (DNS)                                                                       |
| Bílá              | Závod zrušen (C)                                                                        |
| Světle modrá      | Pouze trénoval (PO)                                                                     |
| Světle modrá      | Páteční testovací jezdec (TD)                                                           |
| Bez barvy         | Netrénoval (DNP)                                                                        |
| Bez barvy         | Vyřazen (EX)                                                                            |
| Bez barvy         | Nepřijel (DNA)                                                                          |
| Bez barvy         | Odvolal účast (WD)                                                                      |
| Bez barvy         | Nezúčastnil se (prázdné)                                                                |
| Označení          | Význam                                                                                  |
| Tučnost           | Pole position                                                                           |
| Kurzíva           | Nejrychlejší kolo                                                                       |
| †                 | Jezdec nedojel do cíle, ale byl klasifikován, protože odjel více než 90 % délky závodu. |
| ‡                 | Byl udělován poloviční počet bodů, protože bylo odjeto méně než 75 % délky závodu.      |
| Horní index       | Umístění bodujících jezdců ve sprintu                                                   |

### Pořadí týmů
| Poř. | Tým                              | No. | DRH | DRH | MEX | RME | RME | MCO | BER | BER | JAK | MRK | NYC | NYC | LDN | LDN | SEO | SEO | Body |
| ---- | -------------------------------- | --- | --- | --- | --- | --- | --- | --- | --- | --- | --- | --- | --- | --- | --- | --- | --- | --- | ---- |
| 1    | Mercedes-EQ Formula E Team       | 5   | 2   | 7   | 11  | 3   | 5   | 1   | 3   | 3   | 5   | 8   | 4   | 2   | 2   | 4   | 5   | 2   | 319  |
| 1    | Mercedes-EQ Formula E Team       | 17  | 1   | 10  | 6   | Ret | 14  | 10  | 10  | 1   | Ret | 6   | 8   | 7   | 6   | 3   | Ret | Ret | 319  |
| 2    | ROKiT Venturi Racing             | 11  | 5   | 3   | 12  | 11  | 8   | 6   | Ret | 4   | 7   | 5   | 2   | Ret | 9   | 1   | 3   | 11  | 295  |
| 2    | ROKiT Venturi Racing             | 48  | 6   | 1   | 5   | 7   | Ret | Ret | 1   | 2   | 3   | 1   | 9   | 10  | 18  | 13  | Ret | 1   | 295  |
| 3    | DS Techeetah                     | 13  | Ret | 12  | 4   | 6   | 13  | 5   | 8   | 6   | 4   | 2   | Ret | 1   | 7   | 5   | 9   | 10  | 266  |
| 3    | DS Techeetah                     | 25  | 8   | 6   | 3   | 4   | 2   | 3   | 2   | 9   | 2   | 4   | 18  | Ret | 14  | Ret | 6   | 6   | 266  |
| 4    | Jaguar TCS Racing                | 9   | 10  | 21  | 19  | 1   | 1   | 2   | 5   | 10  | 1   | 3   | 11  | 3   | 5   | Ret | 1   | 7   | 231  |
| 4    | Jaguar TCS Racing                | 10  | 4   | 15  | 15  | 5   | Ret | Ret | 7   | 11  | 10  | 9   | 7   | 5   | Ret | 8   | 13  | 14  | 231  |
| 5    | Envision Racing                  | 4   | 16  | 2   | 7   | 2   | 3   | 4   | 12  | 5   | 17  | 18  | 3   | 6   | 16  | 7   | 8   | 4   | 194  |
| 5    | Envision Racing                  | 37  | 7   | 16  | 13  | 9   | Ret | 7   | Ret | 21  | 16  | 13  | 1   | 15  | 3   | Ret | 10  | 8   | 194  |
| 6    | Avalanche Andretti Formula E     | 27  | 3   | 5   | 10  | 13  | Ret | 9   | 13  | 13  | 6   | 7   | 10  | 8   | 1   | 2   | 4   | 3   | 150  |
| 6    | Avalanche Andretti Formula E     | 28  | 9   | 11  | 17  | 14  | 15  | 15  | 15  | 15  | 13  | 11  | 19  | Ret | 4   | Ret | Ret | 5   | 150  |
| 7    | TAG Heuer Porsche Formula E Team | 36  | 13  | 4   | 2   | 10  | 4   | Ret | 4   | 8   | 9   | 15  | 16  | 9   | 12  | 12  | Ret | Ret | 134  |
| 7    | TAG Heuer Porsche Formula E Team | 94  | 11  | 9   | 1   | 8   | 6   | Ret | 6   | 12  | 8   | 12  | 6   | 11  | 10  | 10  | 7   | Ret | 134  |
| 8    | Mahindra Racing                  | 29  | 14  | Ret | Ret | 12  | Ret | 11  | 9   | 18  | 15  | 14  | 14  | 4   | 13  | 11  | Ret | 12  | 46   |
| 8    | Mahindra Racing                  | 30  | Ret | 8   | 16  | Ret | Ret | Ret | 11  | 7   | Ret | 10  | 13  | 14  | Ret | Ret | 2   | Ret | 46   |
| 9    | Nissan e.dams                    | 22  | 12  | 14  | 9   | Ret | 11  | 17  | 18  | 16  | 14  | Ret | 12  | DSQ | 8   | 15  | 11  | Ret | 36   |
| 9    | Nissan e.dams                    | 23  | 17  | 13  | 8   | 16  | 9   | 8   | 14  | 14  | 11  | 16  | 5   | 13  | 11  | 6   | Ret | 9   | 36   |
| 10   | NIO 333 Formula E Team           | 3   | 19  | 18  | 14  | 17  | 7   | 14  | 16  | 17  | 12  | 17  | 15  | 16  | 15  | 14  | Ret | 15  | 7    |
| 10   | NIO 333 Formula E Team           | 33  | 18  | 19  | 18  | 18  | 10  | 12  | 19  | 20  | 18  | Ret | 17  | 12  | 17  | Ret | Ret | Ret | 7    |
| 11   | Dragon / Penske Autosport        | 7   | 15  | 17  | 20  | 15  | 12  | 13  | 17  | 19  | 19  | 20  | DNS | 17  | NC  | 9   | 12  | 13  | 2    |
| 11   | Dragon / Penske Autosport        | 99  | 20  | 20  | Ret | 19  | Ret | 16  | 20  | 22  | Ret | 19  | Ret | Ret | Ret | Ret | Ret | 16  | 2    |
| Poř. | Tým                              | No. | DRH | DRH | MEX | RME | RME | MCO | BER | BER | JAK | MRK | NYC | NYC | LDN | LDN | SEO | SEO | Body |

| Legenda k tabulce | Legenda k tabulce                                                                       |
| Barva             | Výsledek                                                                                |
| ----------------- | --------------------------------------------------------------------------------------- |
| Zlatá             | Vítěz                                                                                   |
| Stříbrná          | 2. místo                                                                                |
| Bronzová          | 3. místo                                                                                |
| Zelená            | Bodované umístění                                                                       |
| Modrá             | Nebodované umístění                                                                     |
| Modrá             | Dokončil neklasifikován (NC)                                                            |
| Fialová           | Odstoupil (Ret)                                                                         |
| Červená           | Nekvalifikoval se (DNQ)                                                                 |
| Červená           | Nepředkvalifikoval se (DNPQ)                                                            |
| Černá             | Diskvalifikován (DSQ)                                                                   |
| Bílá              | Nestartoval (DNS)                                                                       |
| Bílá              | Závod zrušen (C)                                                                        |
| Světle modrá      | Pouze trénoval (PO)                                                                     |
| Světle modrá      | Páteční testovací jezdec (TD)                                                           |
| Bez barvy         | Netrénoval (DNP)                                                                        |
| Bez barvy         | Vyřazen (EX)                                                                            |
| Bez barvy         | Nepřijel (DNA)                                                                          |
| Bez barvy         | Odvolal účast (WD)                                                                      |
| Bez barvy         | Nezúčastnil se (prázdné)                                                                |
| Označení          | Význam                                                                                  |
| Tučnost           | Pole position                                                                           |
| Kurzíva           | Nejrychlejší kolo                                                                       |
| †                 | Jezdec nedojel do cíle, ale byl klasifikován, protože odjel více než 90 % délky závodu. |
| ‡                 | Byl udělován poloviční počet bodů, protože bylo odjeto méně než 75 % délky závodu.      |
| Horní index       | Umístění bodujících jezdců ve sprintu                                                   |